# 김석동
김석동(金錫東, 1953년 5월 3일 ~ , 부산)은 전 대한민국의 정무직 공무원이다. 금융위원회 위원장을 역임했다.

## 생애
경남 부산 출신으로 경기고등학교와 서울대학교 경영학과를 나왔다. 재정경제부 1차관, 농협경제연구소 대표 등을 거쳐 금융위원회 위원장을 역임했다. 2013년 2월 25일 금융위원회 위원장에서 사임했다.

## 참조
1. ↑  김석동의 꿈, 이대로 꺾이나 《한국경제》, 2013년 1월 7일
2. ↑  “우리금융 매각 실패 가장 아쉬워” 《한겨레》, 2013년 2월 25일

| 전임 박병원 | 제9대 재정경제부 차관보 2005년 6월 14일 ~ 2006년 10월 27일 | 후임 임영록 |

| 전임 양천식 | 제8대 금융감독위원회 부위원장 2006년 10월 2일 ~ 2007년 12월 9일 | 후임 윤용로 |

| 전임 박병원 | 제13대 재정경제부 제1차관 2007년 2월 9일 ~ 2008년 2월 29일 | 후임 최중경 (기획재정부 제1차관) |

| 전임 진동수 | 제3대 금융위원회 위원장 2011년 1월 3일 ~ 2013년 2월 25일 | 후임 신제윤 |